# Точка эквивалентности

Типичный вид кривой титрования раствора 0,5 М двухосновной щавелевой кислоты 1 М раствором сильного одноосновного основания (гидроксидом натрия). Видны обе точки эквивалентности в перегибах кривой, особенно наглядные на кривой (снизу) первой производной pH по объёму добавленного титрующего раствора.

Точка эквивалентности в титриметрическом анализе — момент титрования, когда число эквивалентов добавляемого титранта эквивалентно или равно числу эквивалентов определяемого вещества в образце. В некоторых случаях наблюдают несколько точек эквивалентности, следующих одна за другой, например, при титровании многоосновных кислот или же при титровании раствора, в котором присутствует несколько определяемых ионов.
На графике кривой титрования присутствует одна или несколько точек перегиба, соответствующих точкам эквивалентности. Точкой окончания титрования (подобна точке эквивалентности, но не то же самое) считают момент, при котором индикатор изменяет свой цвет при колориметрическом титровании.

## Методы определения точки эквивалентности

### С помощьюиндикаторов
Это вещества, изменяющие свой цвет вследствие протекания химических процессов. Кислотно-основные индикаторы, например, фенолфталеин, изменяют свой цвет в зависимости от pH раствора, в котором они находятся. Редокс-индикаторы изменяют свой цвет вслед за изменением потенциала системы, используются таким образом при окислительно-восстановительном титровании. Перед началом титрования в исследуемый раствор добавляют несколько капель индикатора и начинают по каплям добавлять титрант. Как только раствор вслед за индикатором изменяет свой цвет, титрование прекращают, этот момент приблизительно и есть точка эквивалентности.
Правило выбора индикатора — при титровании используется такой индикатор, который изменяет свою окраску около точки эквивалентности, то есть интервал перехода окраски индикатора должен по возможности совпадать со скачком титрования.

### Потенциометрия
В данном случае используют прибор для измерения электродного потенциала раствора. При достижении точки эквивалентности потенциал рабочего электрода резко изменяется.

### С помощьюpH-метров
pH-метр по сути своей также является потенциметром, в котором используется электрод, потенциал которого зависит от содержания в растворе ионов H+, это пример использования ионоселективного электрода. Таким образом можно следить за изменением pH в течение всего процесса титрования. При достижении точки эквивалентности pH резко изменяется. Данный способ более точный по сравнению с титрованием с использованием кислотно-основных индикаторов, и может быть легко автоматизирован.

### Электрическая проводимость
Проводимость растворов электролитов зависит от концентрации и подвижности находящихся в нём ионов. В процессе титрования проводимость часто значительно изменяется (например, при кислотно-основном титровании, ионы {\displaystyle {\ce {H^+}}} и {\displaystyle {\ce {OH^-}}} взаимодействуют, образуя нейтральную молекулу {\displaystyle {\ce {H2O}}}, что вызывает изменение проводимости раствора из-за падения концентрации ионов).
Общая проводимость раствора зависит и от других присутствующих ионов (например, противоионов), которые вносят в проводимость различный вклад. Этот вклад, в свою очередь, зависит от подвижности каждого сорта ионов и от общей концентрации ионов (ионной силы). Поэтому предсказать изменение проводимости гораздо сложнее, чем измерить её.

### Изменение цвета
При протекании некоторых реакций происходит изменение цвета и без добавления индикатора. Чаще всего это наблюдается при окислительно-восстановительном титровании, когда исходные вещества и продукты реакции имеют разные цвета в разных степенях окисления.

### Осаждение
Если во время реакции образуется твердое нерастворимое вещество, то по окончании титрования образуется преципитат (осадок). Классическим примером такой реакции является образование крайне малорастворимого хлорида серебра {\displaystyle {\ce {AgCl}}} из ионов {\displaystyle {\ce {Ag^+}}} и {\displaystyle {\ce {Cl^-}}}. Во многих случаях это не позволяет точно определить момент окончания титрования, поэтому осадительное титрование чаще всего используют в качестве обратного титрования.

### Изотермическое калориметрическое титрование
Используется изотермический титровальный калориметр, который по количеству теплоты, которое выделила или поглотила реагирующая система, определяет точку эквивалентности. Данный способ важен в биохимическом титровании, например, для определения того, как ферментный субстрат связывается с ферментом.

### Термометрическая титриметрия
Термометрическая титриметрия — чрезвычайно гибкая техника. Она отличается от калориметрической титриметрии тем, что теплота реакции, о которой свидетельствует падение или рост температуры, не используется для определения количества содержащегося в исследуемом образце раствора вещества. Напротив, точка эквивалентности определяется на основе области, в которой происходит изменение температуры. В зависимости от того, является реакция между титрантом и исследуемым веществом экзотермической или эндотермической, температура в течение процесса титрования будет, соответственно, возрастать или падать. Когда все исследуемое вещество прореагировало с титрантом, изменение области, в которой происходит рост или падение температуры, позволяет определить точку эквивалентности и изгиб на кривой температуры. Точно точку эквивалентности можно определить, взяв вторую производную кривой температуры: четкий пик будет указывать на точку эквивалентности как показано на рисунке.

### Спектроскопия
Точку эквивалентности можно определить, измеряя абсорбцию света раствором во время титровании, если известен спектр поглощения продукта титрования, титранта или исследуемого вещества. Относительное содержание продукта реакции и исследуемого вещества позволяют определить точку эквивалентности. При этом присутствие свободного титранта (указывающее на завершение реакции) можно обнаружить при очень малых величинах.

### Амперометрия
Этот метод позволяет определить точку эквивалентности по величине тока, протекающего через раствор при заданном напряжении на электродах. Величина тока рабочего электрода при реакции окисления/восстановления исследуемого вещества или продукта зависит от их концентрации в растворе. Точке эквивалентности соответствует изменение величины тока. Данный метод наиболее полезен, когда необходимо уменьшить расход титранта, например, при титровании галогенидов ионами серебра {\displaystyle {\ce {Ag^+}}}.